# Ryan Mmaee
Ryan Mmaee (en árabe: ريان ماي‎; Geraardsbergen, Bélgica, 1 de noviembre de 1997) es un futbolista marroquí. Juega de delantero y se encuentra sin equipo tras abandonar el Stoke City F. C. Es internacional absoluto por la selección de Marruecos.

## Trayectoria
Debutó profesionalmente el 21 de mayo de 2015 con el Standard de Lieja en la derrota por 0-2 ante el K. A. A. Gante en la Primera División de Bélgica.

## Selección nacional
Nacido en Bélgica, es hijo de padre camerunés y madre marroquí. Fue internacional en categorías inferiores por Bélgica.
Debutó con la selección de Marruecos el 31 de agosto de 2016 ante Albania en un encuentro amistoso que terminó en empate sin goles.

### Participaciones en Copa Africana de Naciones
| Copa                           | Sede    | Resultado        |
| ------------------------------ | ------- | ---------------- |
| Copa Africana de Naciones 2021 | Camerún | Cuartos de final |

## Clubes
| Club                      | País       | Año       |
| ------------------------- | ---------- | --------- |
| Standard de Lieja         | Bélgica    | 2015-2019 |
| Waasland-Beveren (cedido) | Bélgica    | 2017-2018 |
| Aarhus GF (cedido)        | Dinamarca  | 2018-2019 |
| AEL Limassol              | Chipre     | 2019-2021 |
| Ferencváros T. C.         | Hungría    | 2021-2023 |
| Stoke City F. C.          | Inglaterra | 2023-2025 |
| SK Rapid Viena (cedido)   | Austria    | 2024-2025 |

## Palmarés

### Títulos nacionales
| Título              | Club              | País    | Año     |
| ------------------- | ----------------- | ------- | ------- |
| Copa de Bélgica     | Standard de Lieja | Bélgica | 2015-16 |
| Nemzeti Bajnokság I | Ferencváros T. C. | Hungría | 2021-22 |
| Copa de Hungría     | Ferencváros T. C. | Hungría | 2021-22 |
| Nemzeti Bajnokság I | Ferencváros T. C. | Hungría | 2022-23 |

## Vida personal
Su hermano Samy Mmaee también es futbolista y seleccionado marroquí.